# Diplopeltis californicus
Diplopeltis californicus är en rundmaskart som beskrevs av Allgen 1947. Diplopeltis californicus ingår i släktet Diplopeltis och familjen Axonolaimidae. Inga underarter finns listade i Catalogue of Life.